# 相模中央交通
相模中央交通株式会社（さがみちゅうおうこうつう）は、かつて神奈川県厚木市に本社を置いていた日本のタクシー事業者。神奈中グループおよび小田急グループに属していた。2019年7月1日付で、親会社の株式会社神奈中タクシーホールディングス（現：神奈中タクシー）へ吸収合併され消滅した。

## 概要
神奈川県県央部や東京都南多摩地区を営業エリアとしていた。保有台数は2019年時点で390両であった。また神奈川県大和市のコミュニティバスも受託し、乗合バス事業も行っていた。
子会社の海老名相中株式会社・厚木相中株式会社・湘南相中株式会社、関連会社の伊勢原交通株式会社、同じ神奈中グループのタクシー会社である神奈中ハイヤーグループ各社と共に、株式会社神奈中タクシーホールディングス（現：神奈中タクシー）の子会社となっており、共通の「Kanachu-Taxi」の社名表示灯（神奈中ハイヤーは赤、相模中央交通は緑）を使用していたほか、タクシー配車センターも地域ごとに両社共通化されていた。

## 沿革
- 1967年 - 湘北交通株式会社と湘南交通株式会社が合併し[6]、相模中央交通株式会社となる（1950年までタクシー会社を運営し、神奈川中央交通へ統合した旧・相模中央交通とは異なる）。
- 2000年 - 相模小田急交通（海老名市）[7]・厚木小田急交通（厚木市）[8]・湘南小田急交通（藤沢市）[9]の3社を、それぞれ海老名相中株式会社・厚木相中株式会社・湘南相中株式会社へ商号変更。
- 2009年9月1日 - 相模中央交通と神奈中ハイヤーとの経営統合を目的に、持株会社として株式会社神奈中タクシーホールディングスを設立。相模中央交通と神奈中ハイヤーは、その子会社となる[5]。
- 2014年 - 大和市コミュニティバス3路線の受託運行を開始（海老名相中）。
- 2017年 - 神奈中ハイヤーとともに各営業エリアに1台ずつ、1991年頃まで使用していた車体デザインを再現したリバイバルタクシーを導入[10]。
- 2019年（令和元年）7月1日 - 顧客サービスの向上や乗務員の確保などを目的に、神奈中ハイヤー、伊勢原交通とともに、親会社の神奈中タクシーホールディングスに吸収合併され消滅[1][3][4]。同日付で神奈中タクシーホールディングスは神奈中タクシーへ商号変更[3][4]。

## コミュニティバス

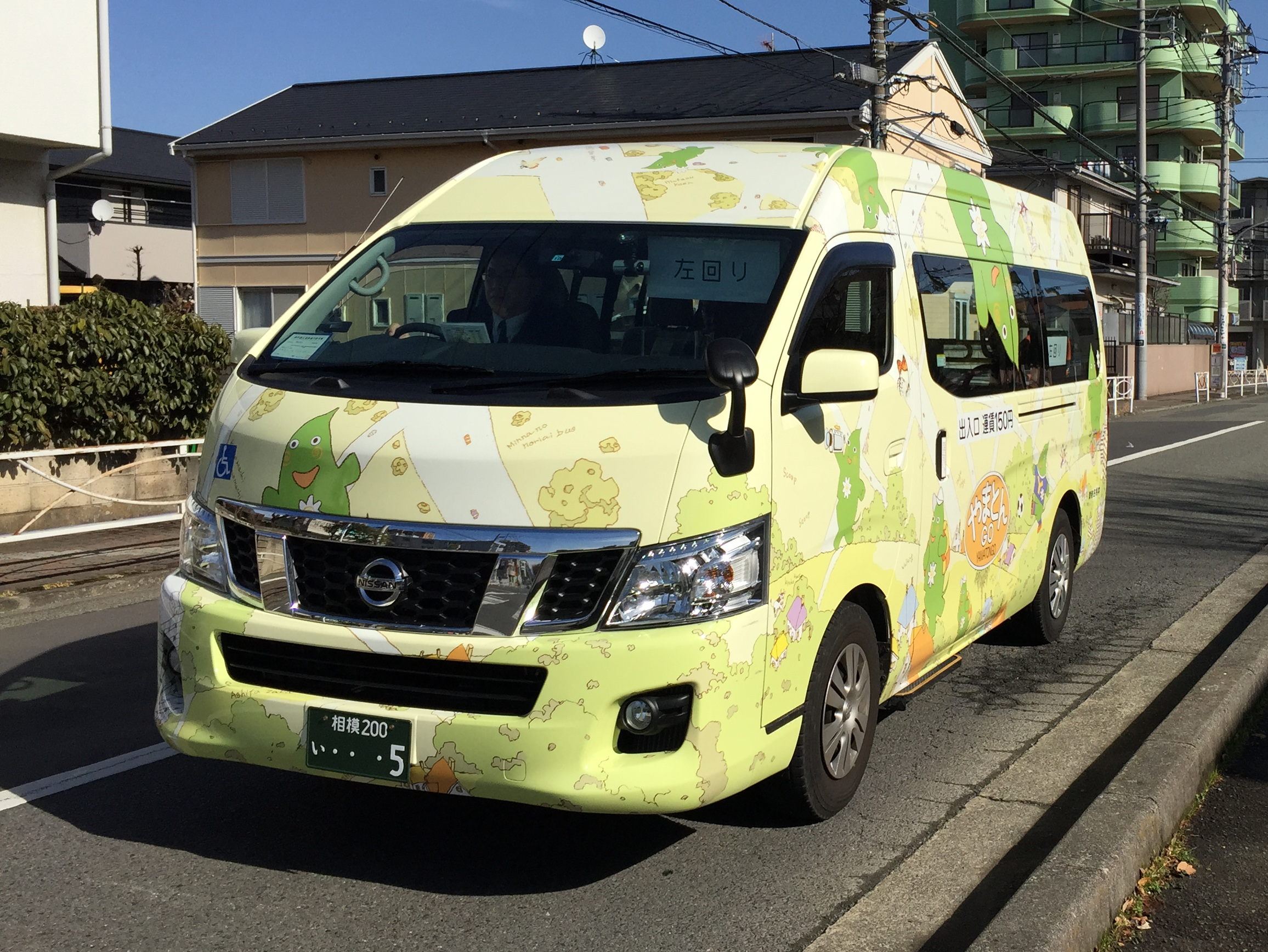
海老名相中が運行していた「やまとんGO」の車両
日産・NV350キャラバン

2014年から、限定的ながら以下のとおり乗合バス事業を開始し、県内のコミュニティバスを受託していた。相模中央交通の受託路線は、2019年7月1日の吸収合併により神奈中タクシーへ全面移管された。
大和市コミュニティバス（海老名相中が運行）
- やまとんGO 中央林間西側地域
- やまとんGO 深見地域
- やまとんGO 桜ヶ丘地域

大和市コミュニティバス のろっと北部・南部ルートは、神奈川中央交通東・大和営業所が担当している。やまとんGO相模大塚地域ルートも当初は神奈川中央交通東が運行を担当していたが、2019年に神奈中タクシーへ移管された。

## 事業所
これらの営業所は事業統合後、神奈中タクシーの営業所として引き継がれた。なお一部の営業所は統合後に廃止されている。

### 営業所
特記なきものは神奈川県内に所在。
- 平塚（平塚市四之宮）
- 伊勢原（伊勢原市白根）
- 秦野（秦野市曽屋）
- 厚木（厚木市三田南）
- 座間（座間市相模が丘）
- 大和（大和市深見西）
- 大野（相模原市南区相模大野）
- 相模原（相模原市中央区清新）
- 町田（東京都町田市大蔵町）

## 関連会社
子会社・関連会社
- 湘南相中株式会社（しょうなんそうちゅう）[11] - 本社：藤沢市菖蒲沢→厚木市栄町（相模中央交通本社と同一）
- 厚木相中株式会社（あつぎそうちゅう）[12] - 本社：厚木市岡田→厚木市栄町（相模中央交通本社と同一）
- 海老名相中株式会社（えびなそうちゅう）[13] - 本社：海老名市河原口→厚木市栄町（相模中央交通本社と同一）
- 伊勢原交通株式会社（いせはらこうつう）- 本社：伊勢原市上粕屋[14]

その他
- 神奈川中央交通 - 親会社の親会社
- 小田急電鉄 - 小田急グループ統括会社